# Plagiozaur
Plagiozaur (Plagiosaurus depressus) – rodzaj temnospondyla z rodziny Plagiosauridae.
Żył w okresie środkowego i późnego triasu (ladyn - retyk) na terenach obecnej Europy i Azji. Jego szczątki znaleziono w Luksemburgu, Niemczech Grenlandii i w Tajlandii.
Posiadał spłaszczoną czaszkę (dł. czaszki 35 cm), krótki pysk i szerokie podniebienie.